# Marcel Cerny
Marcel Anton Eduard Cerny (* 1. Juni 1998 in Baden) ist ein österreichischer Fußballspieler.

## Karriere

### Verein
Cerny begann seine Karriere beim Badener AC. 2010 wechselte er in die Jugend des SK Rapid Wien, bei dem er später auch in der Akademie spielen sollte. Im September 2014 wechselte er in die Niederlande in die Jugend des FC Twente Enschede. Nach wenigen Monaten bei Twente kehrte er jedoch bereits im Jänner 2015 in die Akademie von Rapid zurück.
Zur Saison 2015/16 wechselte er zum FC Admira Wacker Mödling. In seiner ersten Saison bei der Admira spielte er sowohl in der Akademie der Niederösterreicher, als auch für die drittklassigen Amateure. Sein Debüt für die Amateure in der Regionalliga gab er im März 2016, als er am 18. Spieltag jener Saison gegen den SKU Amstetten in der Startelf stand und in der 62. Minute durch Thomas Gösweiner ersetzt wurde. Bis Saisonende absolvierte er drei Spiele für Admira II in der Regionalliga. In der Saison 2016/17 kam er in zwei Spielen für die Amateure der Admira zum Einsatz.
Nach zwei Jahren bei der Admira wechselte er zur Saison 2017/18 zum First Vienna FC. Für die Wiener absolvierte er insgesamt vier Spiele in der Regionalliga Ost. Nachdem der Verein in der Winterpause jener Saison in die fünfthöchste Spielklasse zwangsversetzt worden war, wechselte Cerny zu den sechstklassigen Amateuren des Floridsdorfer AC, mit denen er zu Saisonende in die fünfthöchste Spielklasse aufsteigen konnte.
Im März 2019 debütierte er bei seinem Kaderdebüt für die Profis des FAC in der 2. Liga, als er am 20. Spieltag der Saison 2018/19 gegen den SC Austria Lustenau in der 31. Minute für den verletzten Julian Krenn eingewechselt wurde, ehe er in der 81. Minute selbst durch Maximilian Mayer ersetzt wurde.
Zur Saison 2019/20 wechselte er zum fünftklassigen SC Ostbahn XI. Für Ostbahn kam er insgesamt zu 15 Einsätzen in der 2. Landesliga, in denen er sieben Tore erzielte. Zur Saison 2021/22 schloss der Stürmer sich dem ebenfalls fünftklassigen SC Korneuburg aus Niederösterreich an. Für die Korneuburger kam er zu sechs Einsätzen. Im Jänner 2022 zog er weiter nach Wien zum viertklassigen WAF Brigittenau. Dort kam er in eineinhalb Jahren zu 23 Einsätzen in der Wiener Stadtliga.
Zur Saison 2023/24 wechselte Cerny ins Burgenland zum viertklassigen SC Ritzing. Für Ritzing spielte er viermal in der Burgenlandliga, ehe der Verein in der Winterpause pleite war und den Spielbetrieb einstellte. Daraufhin zog der Offensivmann weiter nach Niederösterreich zum sechstklassigen SK Wullersdorf. Für Wullersdorf lief er zehnmal in der Gebietsliga auf. Zur Saison 2024/25 schloss er sich dem achtklassigen SV Großebersdorf an. Für Großebersdorf erzielte er acht Tore in 21 Einsätzen in der 2. Klasse.
Zur Saison 2025/26 wechselte er wieder ins Burgenland zum viertklassigen ASV Siegendorf.

### Nationalmannschaft
Cerny spielte im März 2013 erstmals für eine österreichische Jugendnationalauswahl. Im August 2014 spielte er gegen Bulgarien erstmals für die U-17-Mannschaft, für die er insgesamt vier Spiele absolvierte.
Im September 2016 debütierte er gegen Irland für die U-19-Auswahl. Für diese kam er zwischen September und Oktober 2016 zu drei Einsätzen.